# Potamogeton vaseyi
Potamogeton vaseyi är en nateväxtart som beskrevs av J.W. Robbins. Potamogeton vaseyi ingår i släktet natar, och familjen nateväxter. Inga underarter finns listade.